# Valerian A. Frolov
Valerian Alexandrovitch Frolov (en russe : Валериан Александрович Фролов) est un général soviétique, né le 26 mai 1895 à Saint-Pétersbourg, dans l'Empire russe, et décédé le 6 janvier 1961 à Léningrad, en Union soviétique.

## Biographie
Frolov participe à la Première Guerre mondiale comme simple soldat et à la guerre soviéto-finlandaise comme un commandant de l'Armée rouge. 
Pendant la Seconde Guerre mondiale, il commande la 14e armée de septembre 1941 à février 1944, au sein du front de Carélie. 
Après la guerre, entre 1945 à 1956, il commande les troupes du district militaire de Belomorsk et du district militaire d'Arkhangelsk. 
Il prend sa retraite en 1956.

## Distinctions
- Trois fois l'ordre de Lénine
- Quatre fois l'ordre du Drapeau rouge
- Ordre de Koutouzov de 1re classe
- Ordre de Bogdan Khmelnitski de 1re classe
- Ordre de l'Étoile rouge

et plusieurs médailles.